# Aspergiloza
Aspergilóza je bolezen, ki jo povzročajo plesni iz rodu Aspergillus.
Lahko se lahko pojavi kot alergija (npr. alergijska bronhopulmonalna aspergiloza), kolonizacija (npr. aspergilom) ali invazivna tkivna oblika bolezni. Slednjo imenujemo invazivna aspergiloza. Invazivna aspergiloza napade in poškoduje tkiva v telesu, običajno pa prizadene bolnike z oslabljenim imunskim sistemom. Invazivna aspergiloza najpogosteje prizadene pljuča, lahko pa se aspergili razširijo po telesu in povzročijo okužbo tudi drugih organov.

## Simptomi
Simptomi so odvisni od vrste aspergiloze oziroma od prizadetih organov. Pri alergijski bronhopulmonalni aspergilozi se lahko pojavijo kašelj, izkašljevanje krvavega ali rjavkastega izmečka, vročina, slabo počutje, piskanje v pljučih, izguba telesne teže. Bolezen se lahko kaže kot kronična astma in lahko vodi do bronhiektazije. Aspergilom lahko, da ne povzroča simptomov, lahko pa se pojavijo bolečina v prsih, kašelj, izkašljevanje krvavega izmečka, utrujenost, vročina, izguba telesne teže. Invazivna aspergiloza lahko najprej povzroči lezije na koži, sinusitis ali pljučnico, prizadene lahko tudi jetra, ledvice, možgane in druga tkiva in organe in velikokrat hitro vodi v smrt.

## Zdravljenje
Aspergilomi ne zahtevajo zdravljenja s protiglivičnimi zdravili in se tudi ne odziva nanje; potrebna pa je lahko operativna odstranitev žarišč v pljučih, če povzročajo lokalne težave, na primer hemoptizo. Invazivne aspergiloze običajno zahtevajo agresivno zdravljenje z antimikotiki, zlasti amfotericinom B ali vorikonazolom. Alergijska bronhopulmonalna aspergiloza se običajno zdravi s kortikosteroidi (z blaženje poslabšanj), itrakonazolom (omogoči zmanjšanje odmerkov kortikosteroidov) ter z optimirano terapijo astme.